# محسن یزدانی
محسن یزدانی، ورزشکار ایرانی، مربی و قهرمان مسابقات رشته پرورش اندام و اولین دارنده مدال طلایی جهان و عنوان پیشرفته‌ترین بدن ساز سال ۱۹۹۹ جهان(IFBB) و اولین ایرانی عضو فدراسیون حرفه‌ای‌های پرورش اندام جهان(IFBB PRO) است. وی همچنین مؤسس و مدیر عامل مجموعه باشگاه‌های زنجیره‌ای هیربد است،

## زندگی‌نامه
محسن یزدانی، دهم مرداد ۱۳۴۸ (۱۹۶۹/۸/۱) در تهران متولد شد و در ۱۲ سالگی به ورزش کشتی علاقه‌مند شد و در همان سن به مقام نایب قهرمانی کشتی نوجوانان در استان تهران دست یافت. او در ۱۶ سالگی به رشته ورزشی بوکس وارد شد و بعد از پایان خدمت سربازی در ۲۰ سالگی رشته پرورش اندام را به تشویق دوستانش حمید قیصرلی و هادی قدیر انتخاب کرد. یزدانی سپس خود را در باشگاه المپیک آماده کرده و با تمرینات سخت و تلاش و پشتکار در سال ۱۳۶۹ (۱۹ فوریه ۱۹۹۱) مقام سوم کشور و چندماه بعد مقام قهرمانی کشور را بدست آورد.
وی در سال ۱۳۷۲ فعالیت حرفه‌ای خود را در ورزش پرورش اندام زیر نظر فدارسیون ایران شروع کرد و آماده شرکت در رقابت‌های مختلف شد.
محسن یزدانی پس از قهرمانی و کسب عنوان‌ها و مقام‌های مختلف کشوری، آسیایی، بین‌المللی و جهانی، در سال ۱۳۷۶ به منظور ایجاد فضایی مناسب برای تمرینات ورزشی خود و شاگردان و علاقه‌مندان به این ورزش و باتوجه به کمبود فضای ورزشی مناسب در شهر تهران اولین شعبه «باشگاه ورزشی هیربد» را در خیابان یوسف آباد (سید جمال الدین اسدآبادی)، افتتاح نمود و هم‌اکنون باشگاه‌های زنجیره‌ای هیربد دارای ۱۰ شعبه در نقاط مختلف شهر تهران می‌باشد.
- شعار محسن یزدانی همواره در زندگی این است: «فقط انجامش بده، نابرده رنج گنج میسر نمی‌شود».

## افتخارات و جوایز

### عناوین ملّی
| ردیف | سال  | عنوان                      | وزن        |
| ---- | ---- | -------------------------- | ---------- |
| ۱    | ۱۳۶۹ | نفر سوم کشور               | ۶۵ کیلوگرم |
| ۲    | ۱۳۷۰ | قهرمانی کشور               | ۷۰ کیلوگرم |
| ۳    | ۱۳۷۱ | قهرمانی کشور               | ۷۰ کیلوگرم |
| ۴    | ۱۳۷۲ | قهرمانی کشور - عضو تیم ملی | ۷۰ کیلوگرم |
| ۵    | ۱۳۷۳ | قهرمانی کشور - عضو تیم ملی | ۷۰ کیلوگرم |
| ۶    | ۱۳۷۴ | قهرمانی کشور - عضو تیم ملی | ۷۰ کیلوگرم |
| ۷    | ۱۳۷۵ | قهرمانی کشور - عضو تیم ملی | ۷۰ کیلوگرم |
| ۸    | ۱۳۷۶ | قهرمانی کشور - عضو تیم ملی | ۷۰ کیلوگرم |
| ۹    | ۱۳۷۷ | قهرمانی کشور - عضو تیم ملی | ۷۰ کیلوگرم |
| ۱۰   | ۱۳۷۸ | قهرمانی کشور - عضو تیم ملی | ۷۰ کیلوگرم |

### عناوین آسیایی
| ردیف | سال  | عنوان                                 | وزن       |
| ---- | ---- | ------------------------------------- | --------- |
| ۱    | ۱۹۹۳ | نفر هفتم آسیا (سنگاپور)               | ۶۵کیلوگرم |
| ۲    | ۱۹۹۴ | نفر سوم آسیا (مالاکای مالزی)          | ۷۰کیلوگرم |
| ۳    | ۱۹۹۴ | نفر دوم بهترین فیگوریست آسیا در مالزی | ۷۰کیلوگرم |
| ۴    | ۱۹۹۵ | نفر دوم (چانگ گونک چین)               | ۷۰کیلوگرم |

### عناوین بین‌المللی
| ردیف | سال  | عنوان                                       | وزن       |
| ---- | ---- | ------------------------------------------- | --------- |
| ۱    | ۱۹۹۹ | نفر پنجم مسابقات بین‌المللی اروپایی مونیخ    | وزن آزاد  |
| ۲    | ۱۹۹۹ | نفر اول مسابقات بین‌المللی اروپایی نیو الم   | ۸۰کیلوگرم |
| ۳    | ۱۹۹۹ | نفر اول مسابقات بین‌المللی اروپایی اشتوتگارت | وزن آزاد  |
| ۴    | ۱۹۹۹ | نفر اول مسابقات بین‌المللی اروپایی رگنسبورگ  | ۷۰کیلوگرم |
| ۵    | ۱۹۹۹ | قهرمان قهرمانان اروپا رگنسبورگ              | اورال     |

### عناوین جهانی
| ردیف | سال  | عنوان                                                | وزن        |
| ---- | ---- | ---------------------------------------------------- | ---------- |
| ۱    | ۱۹۹۸ | نفر دوم جهان ازمیر ترکیه                             | ۷۰ کیلوگرم |
| ۲    | ۱۹۹۹ | نفر اول جهان براتسیلاوای اسلواکی                     | ۷۰ کیلوگرم |
| ۳    | ۱۹۹۹ | بهترین و پیشرفته‌ترین بدنساز جهان براتسیلاوای اسلواکی | ۷۰ کیلوگرم |
| ۴    | ۲۰۰۰ | نفر چهارم جهان مالاکای مالزی                         | ۷۰ کیلوگرم |

### عناوین تیم ملی به سرمربیگری محسن یزدانی
| ردیف | سال  | عنوان                                             |
| ---- | ---- | ------------------------------------------------- |
| ۱    | ۲۰۰۳ | مقام سوم آسیایی برای اولین بار در منامه بحرین     |
| ۲    | ۲۰۰۸ | قهرمان آسیا زیر نظرABBFپاتای تایلند               |
| ۳    | ۲۰۰۸ | نایب قهرمان جهان منامه بحرینIFBB                  |
| ۴    | ۲۰۰۹ | قهرمان آسیا کشور تایلندWBPF                       |
| ۵    | ۲۰۰۹ | قهرمان جهان کشور اماراتWBPF                       |
| ۶    | ۲۰۱۰ | قهرمان آسیا کشور ایران میزبان مسابقات زیر نظرWBPF |
| ۷    | ۲۰۱۰ | قهرمان جهانی کشور هند مسابقات زیر نظرWBPF         |